# Idaea subsaturata
Idaea subsaturata,là một loài bướm đêm thuộc họ Geometridae. Loài này có ở coastal regions of bán đảo Iberia (from miền nam Bồ Đào Nha to miền nam Pyrenees), miền bắc Tây Ban Nha và in small populations near Madrid và in miền bắc Bồ Đào Nha. Nó cũng được tìm thấy ở isolated populations in Pháp (Depts. Vendée, Deux-Sèvres, Lot, Aveyron, Lozère, Gard, Herault, Aude, Pyrenées Orientales và Var). Nó cũng được tìm thấy ở Bắc Phi, from North-miền đông Maroc và miền bắc Algérie up to Tunisia và miền tây Libya.
Sải cánh dài 14–15 mm. The moth gặp ở up to three generations. In low areas it flies từ tháng 5 đến tháng 10, in mountainous areas từ tháng 7 đến tháng 8.
The larval feed on nhiều loại thực vật thân thảo, bao gồm Taraxacum officinale, Lactuca sativa, Polygonum aviculare.